# Uromyces ramacharii
Uromyces ramacharii är en svampart som beskrevs av Ravinder & Bagyan. 1994. Uromyces ramacharii ingår i släktet Uromyces och familjen Pucciniaceae.   Inga underarter finns listade i Catalogue of Life.